# Lymantria dictyodigma
Lymantria dictyodigma este o specie de molii din genul Lymantria, familia Lymantriidae, descrisă de Collenette 1930 Conform Catalogue of Life specia Lymantria dictyodigma nu are subspecii cunoscute.